# A Nice Girl Like You
A Nice Girl Like You (bra: Tão Legal Quanto Você; prt: Uma Boa Menina como Tu) é um filme independente americano de comédia romântica de 2020 dirigido por Chris Riedell e Nick Riedell a partir de um roteiro de Andrea Marcellus, baseado nas memórias de 2007, Pornology, de Ayn Carrillo Gailey e estrelado por Lucy Hale e Jackie Cruz.
O filme foi lançado em 17 de julho de 2020 pelo modo vídeo sob demanda, pela Vertical Entertainment.[carece de fontes?]

## Sinopse
Lucy Neal (Hale), uma violinista que é lançada por um laço quando é acusada de ser muito inibida pelo ex-namorado. Em um esforço para provar que ele está errado, Lucy cria uma lista de tarefas um pouco selvagem que a envia em uma jornada rápida de autodescoberta, amizade e novo amor.[carece de fontes?]

## Elenco
- Lucy Hale como Lucy Neal
- Leonidas Gulaptis como Grant Anderson
- Jackie Cruz como Nessa Jennings
- Mindy Cohn como Pricilla Blum
- Adhir Kalyan como Paul Goodwin
- Stephen Friedrich como Jeff Thayer
- Leah McKendrick como Honey Parker
- Deborah S. Craig como Renee Lowell

## Produção
As filmagens começaram em 23 de outubro de 2018 e acabaram em 15 de novembro do mesmo ano.

## Lançamento
Em junho de 2020, a Vertical Entertainment madquiriu os direitos de distribuição do filme e o definiu para um lançamento em 17 de julho de 2020.

## Recepção
No Metacritic, o filme tem uma pontuação de 41% com base nas críticas de 5 críticos, indicando "críticas mistas ou médias". No Rotten Tomatoes, tem uma taxa de aprovação de 11% com base em 9 avaliações, com uma classificação média de 4,2/10.